# د. إف. فلمنج
د. إف. فلمنج (بالإنجليزية: D. F. Fleming)‏ هو مؤرخ أمريكي، ولد في 1893، وتوفي في 1980.